# Mibora maroccana
Mibora maroccana là một loài thực vật có hoa trong họ Hòa thảo. Loài này được (Maire) Maire mô tả khoa học đầu tiên năm 1941.